# نواف الحارثي
نواف خالد الحارثي مواليد 12 أكتوبر 1998 في السعودية، هو لاعب كرة قدم سعودي يلعب لنادي العين .

## مسيرة اللاعب
لعب سابقاً في نادي الوحدة.

## روابط خارجية
- نواف الحارثي على موقع قاعدة بيانات كرة القدم.إي يو (الإنجليزية)
- نواف الحارثي على موقع Soccerway.com (الإنجليزية)
- نواف الحارثي على موقع كووورة